# Might and Magic IX
Might and Magic IX (znana także jako Might and Magic IX: Writ of Fate) – komputerowa gra fabularna wyprodukowana przez New World Computing i wydana w 29 marca 2002 przez 3DO. Była pierwszą częścią cyklu Might and Magic wykorzystującą inny silnik graficzny od czasów Might and Magic VI: The Mandate of Heaven. Jako że gra używa silnika graficznego LithTech 1.5, jest również pierwszą grą cyklu wykorzystującą w pełni trójwymiarową grafikę. Fabuła gry osadzona jest kilka lat po zniszczeniu świata z części VI-VIII oraz HoMM i obraca się wokół ataku czarnoksiężnika Tamura Lenga na Chedian.

## Rozgrywka
Might and Magic IX umożliwia grę grupą czterech postaci, wybieranych przed rozpoczęciem rozgrywki. Każdy bohater ma sześć atrybutów wyrażonych liczbami: moc, magię, wytrzymałość, celność, szybkość i szczęście. Liczba punktów przypadających na cechę zależy od rasy. Trzy z czterech dostępnych ras mają tzw. „silny atrybut”, do którego otrzymują pewną premię, oraz „słaby atrybut”, który obarczony jest karą.
Oprócz sześciu głównych cech, istnieje kilka innych współczynników, które obliczane są na podstawie różnych wartości. Jednym z przykładów jest klasa pancerza, łącząca wytrzymałość postaci i premię za zbroję, którą nosi. Drugi przykład to punkty magii, powiązane bezpośrednio ze współczynnikiem magii bohatera.
Dodatkowo, każda postać należy do określonej profesji. Na początku gry dostępne są dwie profesje: wojownik oraz adept. W kilku punktach gry możliwy jest awans po wykonaniu odpowiedniego zadania. Każda postać może zostać awansowana dwukrotnie, istnieją także dwie możliwe ścieżki awansu dla obu klas na obu poziomach. Dla przykładu, wojownik może zostać awansowany na krzyżowca bądź najemnika, a krzyżowiec na łowcę bądź paladyna.
Istnieją łącznie dwadzieścia trzy umiejętności (w grze nazywane „biegłościami”), które mogą poznać postacie gracza. Biegłości rozdzielono między sześć kategorii: istnieje sześć biegłości związanych z atakiem, pozwalających na korzystanie z poszczególnych rodzajów broni, trzy biegłości obronne definiujące, jakiego typu opancerzenia może używać bohater, cztery umiejętności magiczne odpowiadające obecnym w grze szkołom magii (ciemność, duch, światło, żywioły), pozwalające postaciom na korzystanie z magii. Pozostałe biegłości, umieszczone w kategorii „inne”, pozwalają m.in. na identyfikację i naprawę przedmiotów, rozbrajanie pułapek czy też zwiększają liczbę dostępnych punktów życia i magii. Każda biegłość ma cztery poziomy zaawansowania – podstawowy, ekspert, mistrz i arcymistrz. Wybrana przez gracza klasa postaci określa umiejętności, które dana postać może poznać.